# 赫利布涅 (洛佐瓦區)
48°55′26″N 36°15′58″E / 48.92389°N 36.26611°E
赫利布內（烏克蘭語：Хлібне）是位於烏克蘭東部的村莊，由哈爾科夫州洛佐瓦區的洛佐瓦市鎮負責管轄。該村距離洛佐瓦2公里，始建於1869年，面積0.81平方公里，2001年人口366。